# Joachim Raczek
Joachim Raczek (ur. 7 grudnia 1934 w Raciborzu, zm. 5 stycznia 2019 tamże) – polski naukowiec, profesor zwyczajny, rektor Akademii Wychowania Fizycznego w Katowicach w latach 1990–1996, rektor Państwowej Wyższej Szkoły Zawodowej w Raciborzu w latach 2001–2007.

## Życiorys
W 1959 roku ukończył studia w Akademii Wychowania Fizycznego w Warszawie uzyskując tytuł magistra. Po studiach był nauczycielem wychowania fizycznego i trenerem. W 1970 roku zdobył stopień doktora, a w 1980 roku uzyskał habilitację. Od 1971 roku do 1972 roku był trenerem kadry narodowej w lekkoatletyce. W 1981 roku rozpoczął pracę jako nauczyciel akademicki w Akademii Wychowania Fizycznego w Katowicach. W 1987 roku dzięki jego zabiegom powstała pierwsza w Polsce Katedra Motoryczności Człowieka.
W latach 1990–1996 był rektorem Akademii Wychowania Fizycznego w Katowicach. Podczas jego kadencji m.in. wprowadził nowy przedmiot do nauczania, „Teorię motoryczności”. Od 1993 był członkiem Komitetu Nauk o Kulturze Fizycznej Polskiej Akademii Nauk. W latach 2001–2007 był pierwszym rektorem Państwowej Wyższej Szkoły Zawodowej w Raciborzu.

## Publikacje
Napisał ponad 300 publikacji oraz 20 książek. Był członkiem komitetów naukowych i redakcyjnych wielu specjalistycznych pism wydawanych w kraju i za granicą, między innymi: Journal of Human Kinetics, Gymnica, Leistungssport oraz Człowiek i Ruch.

## Odznaczenia
Był wielokrotnie obdarowywanych nagrodami ministra sportu. Nagrody otrzymał w latach: 1980, 1982, 1985 i w 1993. W 1985 roku został odznaczony Krzyżem Kawalerskim Orderu Odrodzenia Polski, a w 1995 roku Krzyżem Oficerskim Orderu Odrodzenia Polski.
W 2003 roku został uhonorowany medalem im. ks. Stefana Pieczki UNITAS IN VERITATE 2003. 29 listopada 2007 roku jako pierwszy w historii otrzymał wyróżnienie Zasłużony dla Państwowej Wyższej Szkoły Zawodowej w Raciborzu.